# 及川ゆりこ
及川 ゆりこ（おいかわ ゆりこ）とは、日本の介護福祉士、介護支援専門員。実業家、株式会社かいごラボ代表取締役。2020年より公益社団法人日本介護福祉士会の会長（現職）を務める。他に会長職と兼任して、厚生労働省の社会保障審議会の介護保険部会委員、一般社団法人認定介護福祉士認証・認定機構の理事、公益社団法人日本介護福祉士養成施設協会理事も務める。
育児と仕事が両立できる職業として1994年に一般企業から介護分野に転職。以後、介護従事者（ケアワーカー）として病院、老人保健施設、訪問介護、通所介護で働く。介護福祉士の資格を取得して3年後、静岡県介護福祉士会に入会した。以後、特別養護老人ホームの介護長、施設のケアマネージャーを経験し、静岡県介護福祉士会の理事および会長も務めた。
2009年に特別養護老人ホーム施設長に就任し、2019年には株式会社かいごラボの代表取締役に就任。2020年に日本介護福祉士会の会長に就任した。
会長として、介護従事者全体のスキルアップを目指す。同時に介護福祉士が国家資格取得者として専門的な知識のあるプロであることを社会に認知させる為の活動を行いたいとしている。通所介護での入浴介助担当者に研修制を導入することを強く推進。また国家資格取得者の介護福祉士と介護経験がまだ浅い介護士は違うので、マスメディアにそこを混同して報じて欲しくないとも語る。
介護福祉士会としては、国に対して「介護福祉士が施設介護現場のリーダーである」と明文化せよと訴えており、同時に介護福祉士会として会員のスキルアップを目指す各種研修を行っている。
出典。